# Cartutx de paper

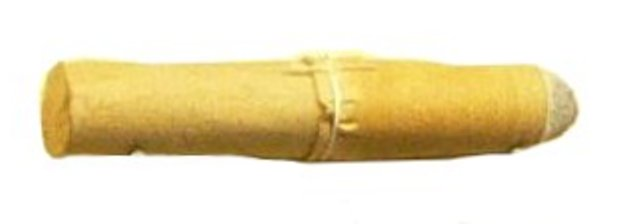
Cartutx de paper per a Chassepot (1866).

Una cartutx de paper és un tipus de munició per a armes de petit calibre utilitzades abans l'arribada dels cartutxos metàl·lics. Aquests cartutxos es componien d'un cilindre de paper, o d'un con, contenint la bala,a dins, la pólvora, i, en certs casos, una càpsula fulminant o un agent lubrificant. Els cartutxos combustibles són cartutxos de paper tractat amb nitrat de potassi, a continuació per l'àcid nítric, per fer el paper molt inflamable,.